# Berber Esha Janssen
Berber Esha Janssen (Nijmegen, 3 november 1989), ook bekend als Berber Janssen en zangeres Esha, is een Nederlands model, actrice, presentatrice en zangeres. Ze kreeg nationaal bekendheid door haar vaste rol als Donna Brinkman in Onderweg naar Morgen.
Na de stop van de soap richt Janssen zich helemaal op haar zangcarrière.

## Jeugd
Janssen is al van kleins af gefascineerd van muziek. Janssen treedt op school dan ook vaak op, zowel met vriendinnen als solo. Na het behalen van haar diploma besloot Janssen richting de Pop Academy te gaan. Deze maakte ze niet af, omdat ze het te druk kreeg met haar fotomodellenwerk. Naarmate ze ouder werd begon Janssen toch weer te verlangen naar de muziekindustrie.

## Muziek
Met haar eigen geschreven nummers jamde Janssen door heel Nederland, totdat ze werd ontdekt door een A&R. Janssen ging aan de slag als achtergrondzangeres bij Postmen en The Opposites, maar koos uiteindelijk voor zichzelf. Janssen schreef voor zichzelf nieuwe songs en dook meteen de studio in. Janssen nam dozen vol met nummers op, die allemaal geïnspireerd waren door popmuziek met een gemixte elektrostijl. Om haar muziekcarrière op een hoger niveau te brengen ging ze samenwerken met nationale en internationale producenten en songwriters. Ze werkte samen met Allen Eshuijs (Cascada/Ch!pz), Toni Cottura (Backstreet Boys/*NSYNC/Sarah Connor), Mitch Crown (Fedde le Grand), Jay Vandenberg (Ch!pz, Sugababes), June Rollocks (Pappa Bear/*NSYNC/Backstreet Boys), Sandi Strmljan (No Angels), Terri Green (Sarah Connor), Felipe Rose (Village People) en Brane Kovak (Kim Leoni).
Janssen treedt op onder haar artiestennaam Esha (Exotic Sensual Heavenly Angel……). Haar eerste optreden was tijdens de Amsterdam Gay Pride 2009. Ook trad ze op tijdens de Amsterdam Gay Pride 2010.
Op 27 juli 2010 zou Janssens eerste single "Luna" worden uitgebracht, maar dat is later verzet naar 13 augustus. Volgens Janssen is "Luna" een echte zomerse, dancesingle.

## Televisie

### Acteren
Janssen deed in 2007 auditie voor een rol in Onderweg naar Morgen, maar werd uiteindelijk niet gecast.. Wel kreeg ze hierdoor een gastrol voor één aflevering in Goede tijden, slechte tijden Janssen speelde de rol van Denise, een vriendin van Vicky Pouw. Janssen deed in eerste instantie net als Melody Klaver auditie voor de rol van Vicky, maar werd niet gekozen.
Op 9 april 2010 werd bekendgemaakt dat Janssen vanaf 12 april 2010 de rol van Donna Brinkman gaat spelen in Onderweg naar Morgen. In totaal deed Janssen mee in 14 afleveringen voordat het doek op 14 mei 2010 viel.

### Presenteren
Berber Esha is sinds 2011 ook als presentatrice ontwikkelingen aan het maken. Ze is sinds eind maart een van de presentatrices van het Net5 programma fashionsceneTV. Het programma laat de ins en outs zien van de nationale en internationale fashionscene waarbij de presentatrices/reporters zelf de activiteiten ondergaan. Zo is Berber Esha Janssen te zien als zij als catwalk model een modeshow loopt en wat daarbij achter de coulissen gebeurt.

## Discografie

### Singles
| Single met eventuele hitnotering(en) in de Nederlandse Top 40 | Datum van verschijnen | Datum van binnenkomst | Hoogste positie | Aantal weken | Opmerkingen           |
| ------------------------------------------------------------- | --------------------- | --------------------- | --------------- | ------------ | --------------------- |
| Luna                                                          | 13-08-2010            |                       |                 |              | #45 in Single Top 100 |

## Prijzen
| Jaar | Award gevende      | Award                   | Resultaat |
| ---- | ------------------ | ----------------------- | --------- |
| 2010 | Nederland Positief | Dutch Model Cover Award | Gewonnen  |